# Superprestige
El Superprestige és una competició de ciclocròs formada per diferents proves que es disputen des d'octubre fins al febrer. Actualment aquestes proves es disputen a Bèlgica i als Països Baixos, però anteriorment, fins a la temporada 2003-2004, també s'havien organitzat curses a França, Suïssa, Itàlia, Espanya i la República Txeca.
Actualment es competeix en tres modalitats. Elit masculí i femení, sub-23 masculí i femení, i júnior masculí.

## Palmarès

### Elit masculí
| Any       | Vencedor             | Segon               | Tercer                 |
| --------- | -------------------- | ------------------- | ---------------------- |
| 1982-1983 | Hennie Stamsnijder   | Johan Ghyllebert    | Paul De Brauwer        |
| 1983-1984 | Hennie Stamsnijder   | Reiner Groenendaal  | Albert Zweifel         |
| 1984-1985 | Roland Liboton       | Hennie Stamsnijder  | Reiner Groenendaal     |
| 1985-1986 | Roland Liboton       | Hennie Stamsnijder  | Paul De Brauwer        |
| 1986-1987 | Hennie Stamsnijder   | Frank van Bakel     | Martin Hendriks        |
| 1987-1988 | Roland Liboton       | Hennie Stamsnijder  | Paul De Brauwer        |
| 1988-1989 | Hennie Stamsnijder   | Paul De Brauwer     | Henk Baars             |
| 1989-1990 | Danny De Bie         | Paul De Brauwer     | Henk Baars             |
| 1990-1991 | Radomír Šimůnek sr.  | Danny De Bie        | Kurt De Roose          |
| 1991-1992 | Radomír Šimůnek sr.  | Danny De Bie        | Frank van Bakel        |
| 1992-1993 | Daniele Pontoni      | Thomas Frischknecht | Danny De Bie           |
| 1993-1994 | Daniele Pontoni      | Marc Janssens       | Thomas Frischknecht    |
| 1994-1995 | Radomír Šimůnek sr.  | Richard Groenendaal | Adrie van der Poel     |
| 1995-1996 | Luca Bramati         | Richard Groenendaal | Adrie van der Poel     |
| 1996-1997 | Adrie van der Poel   | Mario De Clercq     | Richard Groenendaal    |
| 1997-1998 | Richard Groenendaal  | Adrie van der Poel  | Mario De Clercq        |
| 1998-1999 | Sven Nys             | Bart Wellens        | Adrie van der Poel     |
| 1999-2000 | Sven Nys             | Richard Groenendaal | Adrie van der Poel     |
| 2000-2001 | Richard Groenendaal  | Bart Wellens        | Erwin Vervecken        |
| 2001-2002 | Sven Nys             | Erwin Vervecken     | Bart Wellens           |
| 2002-2003 | Sven Nys             | Bart Wellens        | Mario De Clercq        |
| 2003-2004 | Bart Wellens         | Sven Nys            | Erwin Vervecken        |
| 2004-2005 | Sven Nys             | Richard Groenendaal | Sven Vanthourenhout    |
| 2005-2006 | Sven Nys             | Gerben de Knegt     | Bart Wellens           |
| 2006-2007 | Sven Nys             | Erwin Vervecken     | Bart Wellens           |
| 2007-2008 | Sven Nys             | Bart Wellens        | Niels Albert           |
| 2008-2009 | Sven Nys             | Klaas Vantornout    | Bart Wellens           |
| 2009-2010 | Zdeněk Štybar        | Niels Albert        | Sven Nys               |
| 2010-2011 | Sven Nys             | Kevin Pauwels       | Zdeněk Štybar          |
| 2011-2012 | Sven Nys             | Kevin Pauwels       | Zdeněk Štybar          |
| 2012-2013 | Sven Nys             | Niels Albert        | Klaas Vantornout       |
| 2013-2014 | Sven Nys             | Niels Albert        | Tom Meeusen            |
| 2014-2015 | Mathieu van der Poel | Kevin Pauwels       | Lars van der Haar      |
| 2015-2016 | Wout van Aert        | Sven Nys            | Lars van der Haar      |
| 2016-2017 | Mathieu van der Poel | Wout van Aert       | Laurens Sweeck         |
| 2017-2018 | Mathieu van der Poel | Wout van Aert       | Laurens Sweeck         |
| 2018-2019 | Mathieu van der Poel | Toon Aerts          | Lars van der Haar      |
| 2019-2020 | Laurens Sweeck       | Eli Iserbyt         | Lars van der Haar      |
| 2020-2021 | Toon Aerts           | Eli Iserbyt         | Michael Vanthourenhout |
| 2021-2022 | Eli Iserbyt          | Toon Aerts          | Lars van der Haar      |
| 2022-2023 | Lars van der Haar    | Eli Iserbyt         | Michael Vanthourenhout |
| 2023-2024 | Eli Iserbyt          | Joris Nieuwenhuis   | Niels Vandeputte       |
| 2024-2025 | Niels Vandeputte     | Lars van der Haar   | Michael Vanthourenhout |

### Elit femení
| Any       | Vencedora                  | Segona                     | Tercera              |
| --------- | -------------------------- | -------------------------- | -------------------- |
| 2011-2012 | Nikki Brammeier            | Sanne Cant                 | Pavla Havlikova      |
| 2012-2013 | Sanne Cant                 | Ellen Van Loy              | Sabrina Stultiens    |
| 2013-2014 | Sanne Cant                 | Pavla Havlikova            | Helen Wyman          |
| 2015-2016 | Sanne Cant                 | Nikki Brammeier            | Jolien Verschueren   |
| 2016-2017 | Sanne Cant                 | Sophie De Boer             | Ellen Van Loy        |
| 2017-2018 | Sanne Cant                 | Maud Kaptheijns            | Annemarie Worst      |
| 2018-2019 | Sanne Cant                 | Annemarie Worst            | Denise Betsema       |
| 2019-2020 | Ceylin del Carmen Alvarado | Yara Kastelijn             | Annemarie Worst      |
| 2020-2021 | Lucinda Brand              | Ceylin del Carmen Alvarado | Denise Betsema       |
| 2021-2022 | Lucinda Brand              | Denise Betsema             | Annemarie Worst      |
| 2022-2023 | Ceylin del Carmen Alvarado | Inge van der Heijden       | Denise Betsema       |
| 2023-2024 | Ceylin del Carmen Alvarado | Annemarie Worst            | Aniek van Alphen     |
| 2024-2025 | Lucinda Brand              | Ceylin Alvarado            | Inge van der Heijden |

### Sub-23 masculí
| Any       | Vencedor                                     | Segon                                        | Tercer                                       |               |
| --------- | -------------------------------------------- | -------------------------------------------- | -------------------------------------------- | ------------- |
| 2002-2003 | Thijs Verhagen                               | Bart Aernouts                                | Wesley Van Der Linden                        |               |
| 2003-2004 | Wesley Van Der Linden                        | Klaas Vantornout                             | Martin Zlámalík                              |               |
| 2004-2005 | Niels Albert                                 | Radomír Šimůnek jr                           | Lars Boom                                    |               |
| 2005-2006 | Niels Albert                                 | Eddy van IJzendoorn                          | Dieter Vanthourenhout                        |               |
| 2006-2007 | Niels Albert                                 | Zdeněk Štybar                                | Rob Peeters                                  |               |
| 2007-2008 | Thijs van Amerongen                          | Jempy Drucker                                | Julien Taramarcaz                            |               |
| 2008-2009 | Philipp Walsleben                            | Kenneth Van Compernolle                      | Tom Meeusen                                  |               |
| 2009-2010 | Tom Meeusen                                  | Jim Aernouts                                 | Kenneth Van Compernolle                      |               |
| 2010-2011 | Jim Aernouts                                 | Lars van der Haar                            | Vincent Baestaens                            |               |
| 2011-2012 | Lars van der Haar                            | Wietse Bosmans                               | Stan Godrie                                  |               |
| 2012-2013 | Wout Van Aert                                | Jens Adams                                   | Gianni Vermeersch                            |               |
| 2013-2014 | Mathieu van der Poel                         | Wout Van Aert                                | Gianni Vermeersch                            |               |
| 2014-2015 | Michael Vanthourenhout                       | Laurens Sweeck                               | Toon Aerts                                   |               |
| 2015-2016 | Eli Iserbyt                                  | Quinten Hermans                              | Daan Hoeyberghs                              |               |
| 2016-2017 | Quinten Hermans                              | Joris Nieuwenhuis                            | Nicolas Cleppe                               |               |
| 2017-2018 | Sieben Wouters                               | Adam Toupalik                                | Jens Dekker                                  |               |
| 2018-2019 | Thomas Pidcock                               | Ben Turner                                   | Eli Iserbyt                                  |               |
| 2019-2020 | Thomas Pidcock                               | Ryan Kamp                                    | Ben Turner                                   |               |
| 2020-2021 | No es disputà per la pandèmia de la Covid-19 | No es disputà per la pandèmia de la Covid-19 | No es disputà per la pandèmia de la Covid-19 |               |
| 2021-2022 | No organitzat                                | No organitzat                                | No organitzat                                | No organitzat |
| 2022-2023 | No organitzat                                | No organitzat                                | No organitzat                                | No organitzat |
| 2023-2024 | No organitzat                                | No organitzat                                | No organitzat                                | No organitzat |
| 2024-2025 | No organitzat                                | No organitzat                                | No organitzat                                | No organitzat |

### Sub-23 femení
| Any       | Vencedor                                     | Segon                                        | Tercer                                       |               |
| --------- | -------------------------------------------- | -------------------------------------------- | -------------------------------------------- | ------------- |
| 2018-2019 | Ceylin del Carmen Alvarado                   | Inge Van der Heijden                         | Fleur Nagengast                              |               |
| 2019-2020 | Ceylin del Carmen Alvarado                   | Inge van der Heijden                         | Shirin van Anrooij                           |               |
| 2020-2021 | No es disputà per la pandèmia de la Covid-19 | No es disputà per la pandèmia de la Covid-19 | No es disputà per la pandèmia de la Covid-19 |               |
| 2021-2022 | No organitzat                                | No organitzat                                | No organitzat                                | No organitzat |
| 2022-2023 | No organitzat                                | No organitzat                                | No organitzat                                | No organitzat |
| 2023-2024 | No organitzat                                | No organitzat                                | No organitzat                                | No organitzat |
| 2024-2025 | No organitzat                                | No organitzat                                | No organitzat                                | No organitzat |

### Júnior masculí
| Any       | Vencedor                                             | Segon                                                | Tercer                                               |                                                      |
| --------- | ---------------------------------------------------- | ---------------------------------------------------- | ---------------------------------------------------- | ---------------------------------------------------- |
| 2001-2002 | Kevin Pauwels                                        | Dieter Vanthourenhout                                | Nick Sels                                            |                                                      |
| 2002-2003 | Lars Boom                                            | Eddy van IJzendoorn                                  | Dieter Vanthourenhout                                |                                                      |
| 2003-2004 | Niels Albert                                         | Thijs van Amerongen                                  | Jempy Drucker                                        |                                                      |
| 2004-2005 | Ricardo van der Velde                                | Tom Meeusen                                          | Jan Van Dael                                         |                                                      |
| 2005-2006 | Tom Meeusen                                          | Kevin Cant                                           | Kenneth Van Compernolle                              |                                                      |
| 2006-2007 | Ramon Sinkeldam                                      | Joeri Adams                                          | Vincent Baestaens                                    |                                                      |
| 2007-2008 | Stef Boden                                           | Tijmen Eising                                        | Geert van der Horst                                  |                                                      |
| 2008-2009 | Tijmen Eising                                        | Lars van der Haar                                    | Wietse Bosmans                                       |                                                      |
| 2009-2010 | David van der Poel                                   | Laurens Sweeck                                       | Mike Teunissen                                       |                                                      |
| 2010-2011 | Laurens Sweeck                                       | Diether Sweeck                                       | Jens Vandekinderen                                   |                                                      |
| 2011-2012 | Mathieu van der Poel                                 | Wout Van Aert                                        | Daan Soete                                           |                                                      |
| 2012-2013 | Mathieu van der Poel                                 | Quinten Hermans                                      | Martijn Budding                                      |                                                      |
| 2013-2014 | Yannick Peeters                                      | Thomas Joseph                                        | Thijs Aerts                                          |                                                      |
| 2014-2015 | Eli Iserbyt                                          | Johan Jacobs                                         | Maik van der Heijden                                 |                                                      |
| 2015-2016 | Jens Dekker                                          | Jappe Jaspers                                        | Seppe Rombouts                                       |                                                      |
| 2016-2017 | Jelle Camps                                          | Toon Vandebosch                                      | Thymen Arensman                                      |                                                      |
| 2017-2018 | Tomáš Kopecký                                        | Ryan Kamp                                            | Pim Ronhaar                                          |                                                      |
| 2018-2019 | Witse Meeussen                                       | Ryan Cortjens                                        | Lennert Belmans                                      |                                                      |
| 2019-2020 | Thibau Nys                                           | Lennert Belmans                                      | Ward Huybs                                           |                                                      |
| 2020-2021 | No es disputà per la pandèmia de la Covid-19         | No es disputà per la pandèmia de la Covid-19         | No es disputà per la pandèmia de la Covid-19         |                                                      |
| 2021-2022 | Sense classificacions, però competicions individuals | Sense classificacions, però competicions individuals | Sense classificacions, però competicions individuals | Sense classificacions, però competicions individuals |
| 2022-2023 | Sense classificacions, però competicions individuals | Sense classificacions, però competicions individuals | Sense classificacions, però competicions individuals | Sense classificacions, però competicions individuals |
| 2023-2024 | Sense classificacions, però competicions individuals | Sense classificacions, però competicions individuals | Sense classificacions, però competicions individuals | Sense classificacions, però competicions individuals |
| 2024-2025 | Sense classificacions, però competicions individuals | Sense classificacions, però competicions individuals | Sense classificacions, però competicions individuals | Sense classificacions, però competicions individuals |